# Woolston (Hampshire)
Woolston – dzielnica miasta Southampton, w Anglii, w Hampshire, w dystrykcie (unitary authority) Southampton. W 2011 osada liczyła 13 852 mieszkańców. Woolston zostało wspomniane w Domesday Book (1086) jako Olvestune.
Dawna wieś, włączona do miasta Southampton w 1920 roku.